# 库德罗沃
库德罗沃（羅馬化：Kudrovo）是俄罗斯列宁格勒州弗谢沃洛日斯克区的城市，西邻圣彼得堡。
原为村，2018年6月28日设市
。该地2021年人口有49079人；2010年人口137人。

## 历史
2010年，该城市的人口刚刚超过100人。随后便展开了密集的高层住宅建设，公寓被售卖给圣彼得堡的工作者。但该城缺少工业或大型基础设施，与其密集的住宅建设形成强烈反差。